# Alburnus alburnus
O alburno, também denominado alburnete ou ablete (Alburnus alburnus), é um peixe da família Cyprinidae.
Os seus nomes comuns são arroubaco, ribaco, ou ruivaca.

## Descrição
O alburnete é um peixe pequeno que pode medir até 25 cm de comprimento. Possui barbatana anal longa, com 18 a 23 raios. As suas escamas são prateadas, tornando-se azuladas na região dorsal. Como os demais representantes da ordem Cypriniformes, o alburnete possui o chamado aparelho weberiano, uma cadeia de ossos minúsculos que liga a bexiga natatória ao ouvido interno. Esse órgão sensível serve de alerta para qualquer movimento nas proximidades.
Vive em grandes cardumes na superfície dos rios e lagoas. Ocorre na Europa, do oeste da Inglaterra, sul da Suécia, França até a bacia do Rio Volga e o noroeste da Turquia. Alimenta-se de pequenos moluscos e camarões, insetos que possam eventualmente cair na água e da suas larvas, e de matéria vegetal. Reproduz-se com surpreendente rapidez: a fêmea pode depositar até 600 000 ovos no leito de cascalho ou seixos das águas rasas.